# Новгородський четвертий літопис
Новгородський четвертий літопис (HIVЛ, Н4Л) — важливий пам'ятник літописання XV століття. Цей літопис прийнято називати четвертим у порядку їх розташування у виданні 1848 року, але хронологічно він є другим зі збережених, до того ж він хоча і передує Новгородського першого літопису молодшого ізводу, але відображає пізніший етап у розвитку літописання.

## Списки та історія створення
Загальний текст старшого і молодшого ізводів «Н4Л» завершується 1428 роком, так само як і текст Новгородського Карамзинського літопису. Загальний текст списків молодшого ізводу завершується 1447 роком.
Згідно концепції Б. М. Клосса, викладеної в його передмовах до перевидання «ПЗРЛ», літописний звід 1418 р. відобразився в складі Софійського першого літопису «С1Л» і Новгородського четвертого літопису, до того ж останній звід, складений в 1428 році, відомий у двох основних редакціях.
Згідно О. О. Шахматова, загальне джерело «Н4Л» і «С1Л», іменований їм Новгородсько-Софійським зводом, було укладене в 1430-х роках. Про відмінності його тексту за XI століття від «ПВЛ» див. «Софійський перший літопис».

Списки:

- Старший ізвод. До зводу 1428 р. додано статті 1429—1437 років з «Новгородського владичного літопису».
  - Новоросійський список: рукопис в аркуш (на 339 аркушах), завершується 1437 роком (на стор. 451—453), переписаний близько 1477 р.. Рукопис включає також списки єпископів та посадників Новгородських (стор. 623—627).
  - Голіцинський список: рукопис в чверть аркуша (на 380 аркушах), Завершується 1518 роком (стор.454-462), переписаний в тому ж році. Рукопис також включає «Літописець поспішний» (рос. Летописец вскоре) патріарха Никифора (стор. 627—632).
- Молодший ізвод.
  - Фролівський список: рукопис 1470-80-х років, завершується 1448 роком.
  - Строївський список: рукопис останньої чверті XV століття, завершується вереснем 6985 р. від с.с. 1476 р. від Р. Х. (варіанти Строївського й Синодального списків, стор. 445—450).
  - Толстовський список: рукопис кінця XV століття, містить фрагмент тексту за 1382—1418 роки.
  - Синодальний список: рукопис 1544 р., завершується вереснем 6985 р. від с.с. 1476 р. від Р. Х..
  - Академічний список: рукопис першої третини XVI століття, завершується 1515 роком (стор. 463—470).
  - Музейський список: рукопис середини XVI століття, обривається 1535 роком.
  - Дубровського список: при виданні в складі тому IV ПЗРЛ розглядався як один з варіантів Новгородського четвертого літопису (варіанти — на стор. 471—489, і текст за 1447—1539 роки з варіантами Архівського збірника на стор. 490—579), окремо опублікований в складі тому XLIII ПЗРЛ.
  - Скорочений Новгородський літописець за списком М. К. Нікольського, завершується 1556 роком, рукопис другої половини XVI століттям (стор. 580—622).

## Зміст
Співвідношення обсягу:

- Вступна частина (стор. 1-10).
- Текст 852—1110 роки (стор. 10-141).
- Текст 1111—1203 роки (стор. 141—180).
- Текст 1204—1304 роки (стор. 180—252).
- Текст 1305—1428 роки (стор. 252—432).
- Текст 1429—1448 роки за списками молодшого ізводу (стор. 432—444).

До складу тексту входять:

- Перелік князів, митрополій і єпископій, під 897 роком (стор. 13-16)
- Повчання єпископа Луки до братії, під 1058 роком (стор. 118—120), відсутнє в «С1Л».
- Повість про битву на Липиці (стор. 186—197)
- Повість про нашестя Батия (стор. 215—222)
- Розповідь про Невську битву (стор. 223—225)
- «Рукописання Магнуша» (стор. 281—282)
- Невеликі розповіді про облогу Твері (стор. 300—303), про битву на П'яні (стор. 306—308), про битву на Вожі (стор. 309—310).
- Розповідь про Донське побоїще (стор. 310—325).
- Повість про нашестя Тохтамиша (стор. 327—338).
- Розповідь про похід Дмитра Івановича на Новгород, під 1386 роком (стор. 344—347)
- Слово про життя і смерть Дмитра Івановича (стор. 351—366).
- Розповідь диякона Олександра про Царгород (стор. 376—378), відсутній в «С1Л».
- Розповідь про битву на Ворсклі (стор. 384—386), про смерть Михайла Тверського (стор. 386—389).
- Повчання про небесні знамення, під 1402 роком (стор. 392—394), відсутній в «С1Л».
- Духовна грамота Кіпріана (стор. 400—403).
- Лист Едигея до Василя Дмитровича (стор. 406—407), відсутній в «С1Л».
- Розповідь про смерть Арсенія Тверського (стор. 407—409), відсутній в «С1Л».
- Грамота Фотія про Григорія Цамблака (стор. 418—420).
- Розповідь про смути в Новгороді в 1418 році, коротко згаданий в «С1Л», викладено докладно (стор. 421—424), включено повчання архієпископа Симеона псковичам (стор. 424—425).

Відсутні подібні «С1Л» помітки за 1077—1090 роки, але ряд подій цього часу не вказані (стор. 133—135); немає щорічних записів про народження дітей Ярослава Мудрого; під 1044 роком в згадці про Всеслава Брячиславича поточний час виправлено на минулий час.
Досить стисло згадано про «взяття Царгороду фрягами» (стор. 180); про битву на Калці (стор. 202—203); про Чудську битву (стор. 228); про смерть Михайла Чернігівського (стор. 229); про смерть Михайла Тверського (стор. 257). У Софійському першому літописі про ці події є докладні розповіді. Таким чином, «Н4Л» відзначена великою увагою до сучасності.
У ряді статей за кінець XIV ст. — початок XV ст. спостерігається яскраве дублювання звісток: про деякі події розповідається коротко, а потім у тій же річний статті більш детально, при цьому у відповідних місцях Новгородського першого літопису «молодшого ізводу» є лише короткі оповідання, а в Софійському першому літописі — тільки докладні, крім першого випадку:
- Про взяття татарами м. Нижнього Новгороду під 6885 р. і 6886 роком від с.с. (стор. 306—307); той же текст в «С1Л»[3].
- Двічі про битву на Вожі під 1379 р. від Р. Х. (стор.308-309).
- Під 1386 роком про битву при Мстиславлі (стор.343-344).
- Під 1395 роком про взяття Смоленська Вітовтом (стор. 376, 378—379).
- Під 1399 роком про смерть Михайла Тверського (стор. 383, 386—389).
- Під 1401 роком про повернення до Смоленська князя Юрія і облогу його Вітовтом (стор. 390—391).
- Під 1404 роком про взяття Смоленська Вітовтом (стор. 395, 396—397).

На початку і в кінці статті 1382 р. повторена без змін група статей про новгородські події (ст. 326, 339). Згідно Г. М. Прохорова, цей факт доводить, що Новгородський Карамзинський літопис був джерелом тексту для Новгородського четвертого літопису.
У тексті лише цього літопису є ряд звісток про життя новгородця Матвія Михайлова, який, як вважається, причетний до літописання (під 1375, 1382, 1405, 1406, 1411 роками) — О. О. Шахматов ідентифікував його з Матвієм Михайловичем Кусовим, уставщиком Софійського двору.

## Видання
- «Новгородские и псковские летописи». 1848 г. С. 1-165. (рос.)
- «Новгородская четвёртая летопись». Выпуск 1. Пг., 1915 г. Выпуск 2. Л., 1925 г. Выпуск 3. Л., 1929 г. (рос.)
- «Новгородская четвёртая летопись». (ПСРЛ. Том IV. Часть 1) г. Москва, изд. «Языки русской культуры», 2000 г., 728 с., ISBN 5-88766-063-5 (предисловия А. Г. Боброва и Б. М. Клосса) (рос.)